# مارتین مانتووانی
مارتین مانتووانی (انگلیسی: Martín Mantovani؛ زادهٔ ۷ ژوئیهٔ ۱۹۸۴) بازیکن سابق فوتبال اهل آرژانتین است که در پست مدافع میانی بازی می‌کرد.